# Cross de l'Acier
Le Cross de l'Acier est une compétition de cross-country disputée annuellement à Leffrinckoucke, dans le département du Nord. Il comprend une course masculine et féminine séniors ainsi que différentes courses jeunes (poussins à juniors) et vétérans. L'épreuve se déroule aux alentours du fort des Dunes, Sa première édition a lieu en 1990. Il s'agit d'une épreuve du Cross Country Tour National.

## Édition 2010
2 200 athlètes ont pris part à l'édition 2010. Les courses élites, d'une distance de 9,950 km pour les hommes et 6,550 km pour les femmes, sont remportées respectivement par les Kényans Joseph Ebuya et Linet Masai

## Palmarès
| Édition | Année | Hommes             | Hommes      | Hommes      | Femmes             | Femmes         | Femmes      |
| Édition | Année | Vainqueur          | Pays        | Temps       | Vainqueur          | Pays           | Temps       |
| ------- | ----- | ------------------ | ----------- | ----------- | ------------------ | -------------- | ----------- |
| 1       | 1990  | Bruno Levant       | France      |             | Nancy Pattee       | Belgique       |             |
| 2       | 1991  | Thierry Pantel     | France      |             | Albertina Dias     | Portugal       |             |
| 3       | 1992  | Wilson Omwoyo      | Kenya       |             | Albertina Dias     | Portugal       |             |
| 4       | 1993  | Vincent Rousseau   | Belgique    |             | Zola Budd          | Afrique du Sud |             |
| 5       | 1994  | Paulo Guerra       | Portugal    |             | Fatuma Roba        | Éthiopie       |             |
| 6       | 1995  | Worku Bikila       | Éthiopie    |             | Fernanda Ribeiro   | Portugal       |             |
| 7       | 1996  | Tom Nyariki        | Kenya       |             | Margarita Marusova | Russie         |             |
| 8       | 1997  | Tom Nyariki        | Kenya       |             | Jackline Maranga   | Kenya          |             |
| 9       | 1998  | Hailu Mekonnen     | Éthiopie    |             | Jackline Maranga   | Kenya          |             |
| 10      | 1999  | Hailu Mekonnen     | Éthiopie    |             | Naomi Mugo         | Kenya          |             |
| 11      | 2000  | Luke Kipkosgei     | Kenya       |             | Ayelech Worku      | Éthiopie       |             |
| 12      | 2001  | Haile Gebrselassie | Éthiopie    |             | Tereza Yohannes    | Éthiopie       |             |
| 13      | 2002  | Hailu Mekonnen     | Éthiopie    |             | Mestawet Tufa      | Éthiopie       |             |
| 14      | 2003  | John Yuda          | Tanzanie    |             | Gelete Burka       | Éthiopie       |             |
| 15      | 2004  | Tibebu Yenew       | Éthiopie    |             | Isabella Ochichi   | Kenya          |             |
| 16      | 2005  | Dennis Ndiso       | Kenya       |             | Teyba Erkesso      | Éthiopie       |             |
| 17      | 2006  | Mohammed Farah     | Royaume-Uni |             | Dorcus Inzikuru    | Kenya          |             |
| 18      | 2007  | Imane Merga        | Éthiopie    |             | Linet Masai        | Kenya          |             |
| 19      | 2008  | Imane Merga        | Éthiopie    | 28 min 15 s | Abebu Gelan        | Éthiopie       | 18 min 20 s |
| 20      | 2009  | Imane Merga        | Éthiopie    |             | Vivian Cheruiyot   | Kenya          |             |
| 21      | 2010  | Joseph Ebuya       | Kenya       | 28 min 08 s | Linet Masai        | Kenya          | 21 min 40 s |